# The Cemetery Club
„The Cemetery Club“ е американски комедиен филм от 1993 г. на режисьора Бил Дюк, и участват Елън Бърстин, Олимпия Дукакис, Даян Лад и Дани Айело.